# Sânpaul (Mureș)
Sânpaul é uma comuna romena localizada no distrito de Mureș, na região histórica da Transilvânia. A comuna possui uma área de 46.53 km² e sua população era de 4246 habitantes segundo o censo de 2007.